# Večera za 5
Večera za 5 je hrvatska kulinarska televizijska emisija koja je s prikazivanjem krenula 14. svibnja 2007. Hrvatska je inačica američkog izvornika Dinner for Five.

## Koncept
Svaki tjedan petero natjecatelja predstavlja se gledateljima kroz svoje kulinarsko umijeće. U svojemu domu kuhaju večeru po svom izboru za ostale kandidate. Večera se sastoji od predjela, glavnog jela i deserta. Na kraju emisije, natjecatelji se međusobno ocjenjuju. Kandidat koji na kraju tjedna ima najveću ocjenu proglašen je pobjednikom.  

## Raspored prikazivanja
Emisija je svoju premijeru doživjela 14. svibnja 2007. na RTL Televiziji u 18:00 sati i prikazivala se u 30-minutnom izdanju. Nakon dvije uspješne sezone, format je proširen na 45 minuta i prebačen je u termin 17:00 sati. 
Nakon sedmogodišnje pauze, emisija je ponovo počela sa prikaivanjem od 27. svibnja 2019., pod novim imenom Večera za 5 na selu te se prikazivala u 20:15 sati. Koncept emisije ostao je isti, no fokus je bio stavljen na tradicijska jela koja su pripremali kandidati iz seoskih područja diljem Hrvatske. Od 28. kolovoza 2023., serija se ponovno prikazuje pod imenom Večera za 5 u 17:45 sati. 
| Sezona              | Broj epizoda      | Početak sezone     | Završetak sezone    |
| ------------------- | ----------------- | ------------------ | ------------------- |
| Večera za 5         |                   |                    |                     |
| 1                   | 35                | 14. svibnja 2007.  | 29. lipnja 2007.    |
| 2                   | –                 | 3. rujna 2007.     | 28. prosinca 2007.  |
| 3                   | –                 | 11. veljače 2008.  | 20. lipnja 2008.    |
| 4                   | –                 | 1. rujna 2008.     | 19. lipnja 2009.    |
| 5                   | –                 | 7. rujna 2009.     | 20. studenoga 2009. |
| produžena inačica   | –                 | 7. prosinca 2009.  | 2010.               |
| 6                   | 75                | 22. veljače 2010.  | 4. lipnja 2010.     |
| 7                   | 65                | 13. rujna 2010.    | 10. prosinca 2010.  |
| 8                   | 75                | 14. veljače 2011.  | 27. svibnja 2011.   |
| 9                   | 180               | 5. rujna 2011.     | 29. lipnja 2012.    |
| Večera za 5 na selu |                   |                    |                     |
| 10                  | 50                | 27. svibnja 2019.  | 2. kolovoza 2019.   |
| 11                  | 35                | 27. siječnja 2020. | 13. ožujka 2020.    |
| 12                  | 45                | 7. rujna 2020.     | 6. studenoga 2020.  |
| 13                  | 55                | 29. ožujka 2021.   | 11. lipnja 2021.    |
| 14                  | 65                | 6. rujna 2021.     | 26. studenoga 2021. |
| 15                  | 80                | 21. ožujka 2022.   | 8. srpnja 2022.     |
| 16                  | 175               | 29. kolovoza 2022. | 16. lipnja 2023.    |
| Večera za 5         |                   |                    |                     |
| 17                  | 155 (24. svibnja) | 28. kolovoza 2023. | još traje           |

### Voditelji
| voditelj       | sezona |
| -------------- | ------ |
| Antonija Blaće | 1      |
| Marko Lušić    | 2 – 5  |
| Lorena Nosić   | 2      |
| Belma Hodžić   | 6 – 7  |
| Ivan Šarić     | 8 – 12 |

## Vanjske poveznice
- Službena stranica  Arhivirana inačica izvorne stranice od 21. srpnja 2011. (Wayback Machine)